# Natisone
Le Natisone (Nadison en frioulan, Nadiža en slovène) est un cours d'eau italo-slovène. Il constitue le plus important cours d'eau du Frioul oriental, ainsi que le principal affluent de la rivière Torre qui se jette dans le fleuve Isonzo.

## Géographie
Il naît en Italie à 415 mètres d’altitude, aux confins entre la Slovénie et le Frioul-Vénétie Julienne et dérive de la confluence du Rio Bianco (en slovène Beli Potok) et du Rio Nero (en slovène Črni Potok) qui descendent des pentes du Monte Maggiore et du Gabro'vec.
Au début il marque la frontière italienne et, peu après avoir reçu les eaux des torrents Namlen et Jamnik, entre et continue son parcours en Slovénie. Après avoir parcouru environ 10 km dans cet état, le Natisone retourne en Italie au col du Stupizza et commence son cours dans le Val Natisone. Il reçoit ensuite les eaux des sources : Poiana, Arpit et Naklanz ; de quelques torrents : le Jauarščak, le Tarčešnjak, et le Zejac ; à Ponte san Quirino, du torrent Azzida. Dans cette zone, le Natisone est caractérisé par les érosions de son lit qui forment de grandes cavités près des hameaux de Vernasso et Ponte San Quirino.
Le débit maximum du fleuve est de 8 m3/s, mais est sujet, en périodes pluvieuses, à des crues subites qui ne génèrent pas de dégât à cause de la hauteur des rives. Le débit moyen peut atteindre les 4 m3/s, alors que celui de printemps et d’automne est de 6–8 m3/s.
Sa longueur, depuis l’union du Rio Bianco avec le Rio Nero jusqu’à la confluence avec le torrent Torre, est de 55 km, alors que la longueur totale, comprenant aussi le Rio Bianco, est de 60 km.
Après avoir traversé la vallée de Stupizza, le Natisone traverse les communes de Pulfero, San Pietro al Natisone, Cividale del Friuli, Premariacco, Manzano, San Giovanni al Natisone et se jette dans le Torre près de Trivignano Udinese.

## Origine du nom
Ce toponyme est déjà mentionné en lointaine époque (« Natisa » dans Naturalis Historia livre III, 126 de Pline l'Ancien) et, ensuite à l’époque lombarde (« ad pontem Natisonis fluminis » dans l'Histoire des Lombards livre V, 23 de Paolo Diacono) ; l'origine supposée provient du latin « natare » c’est-à-dire nuotare, nager ou s’écouler en français.
Le fleuve donne son nom aux Valli del Natisone (it), en province d'Udine. Son bassin est de 322 km2.

## Galerie

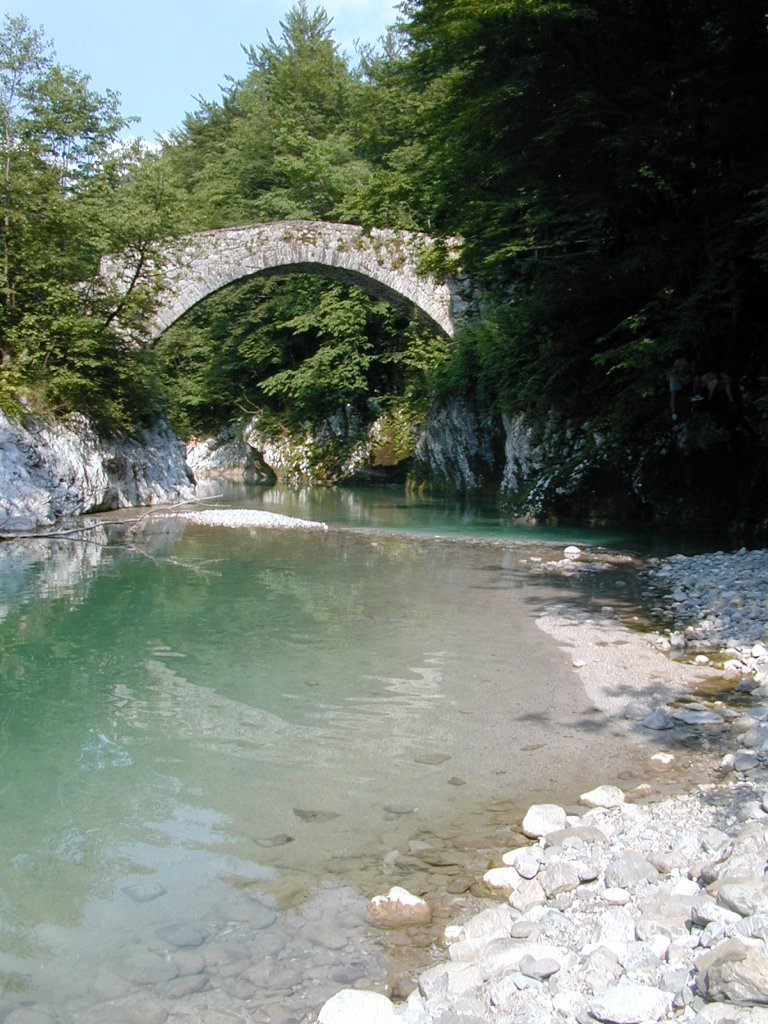
Le pont napoléonien sur le Natisone, en Slovénie.
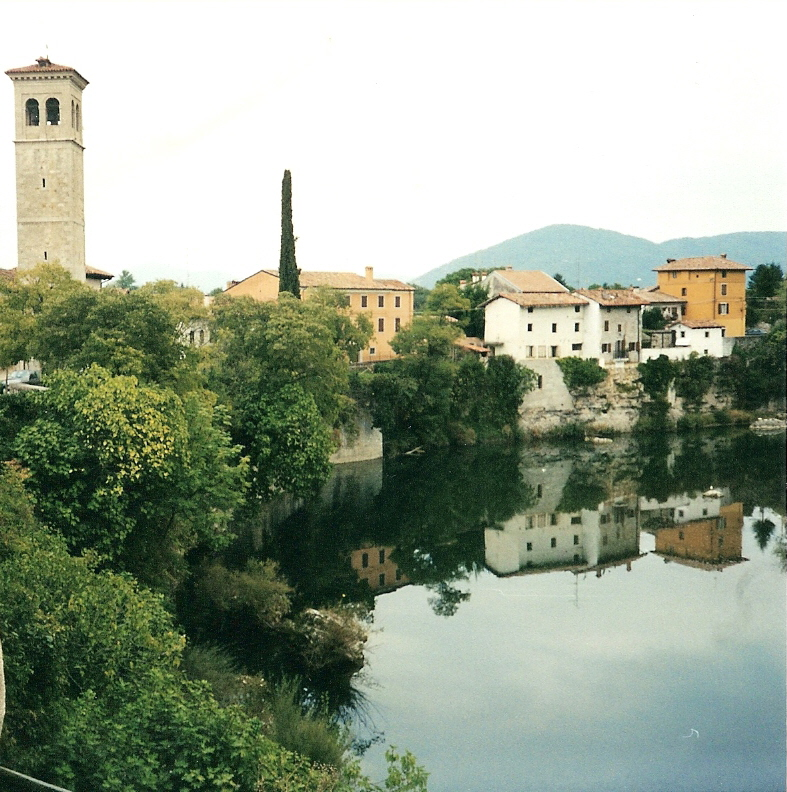
Le Natisone près de Borgo Brossana à Cividale del Friuli.
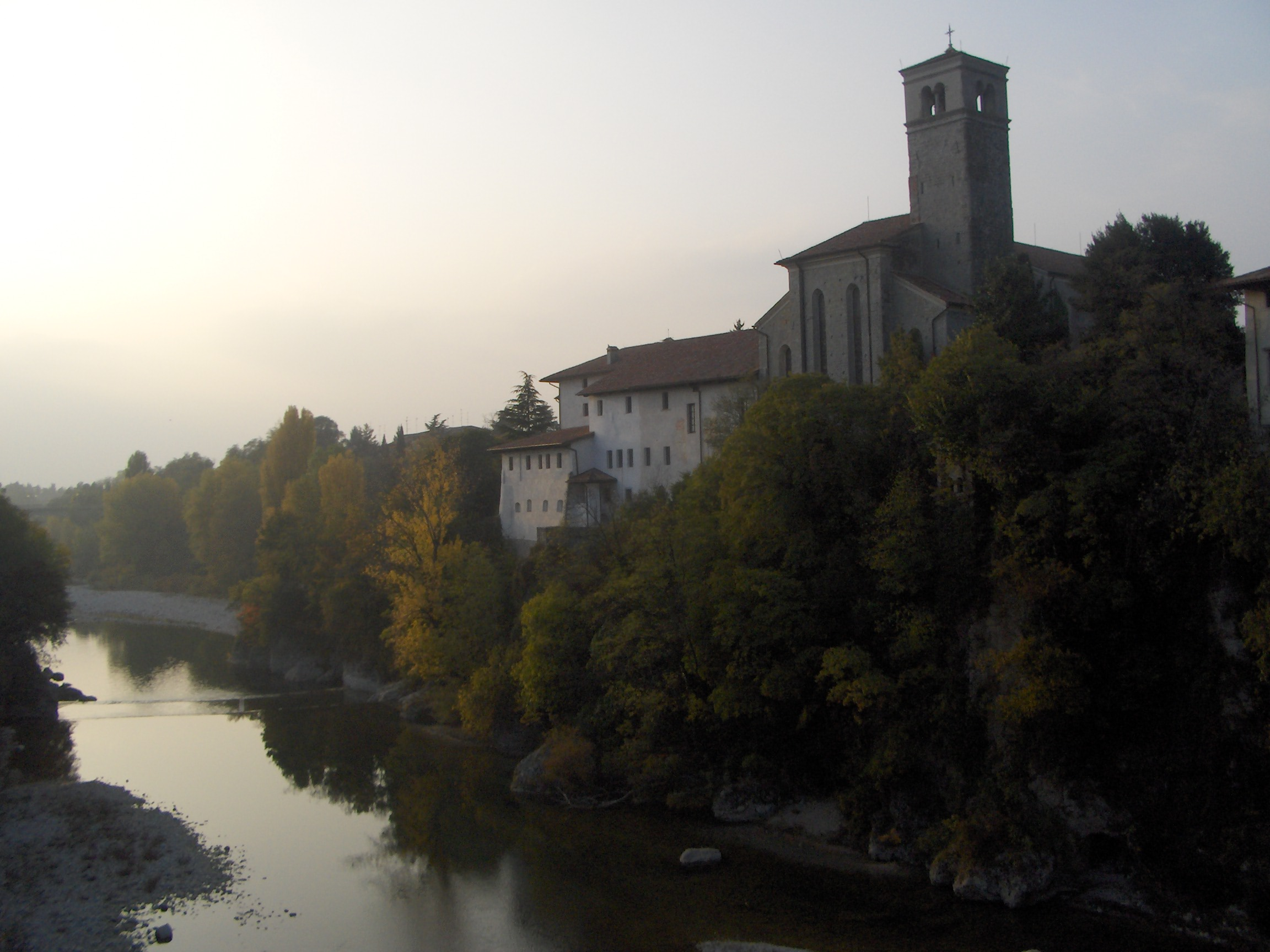
Le Natisone sous San Francesco à Cividale del Friuli.
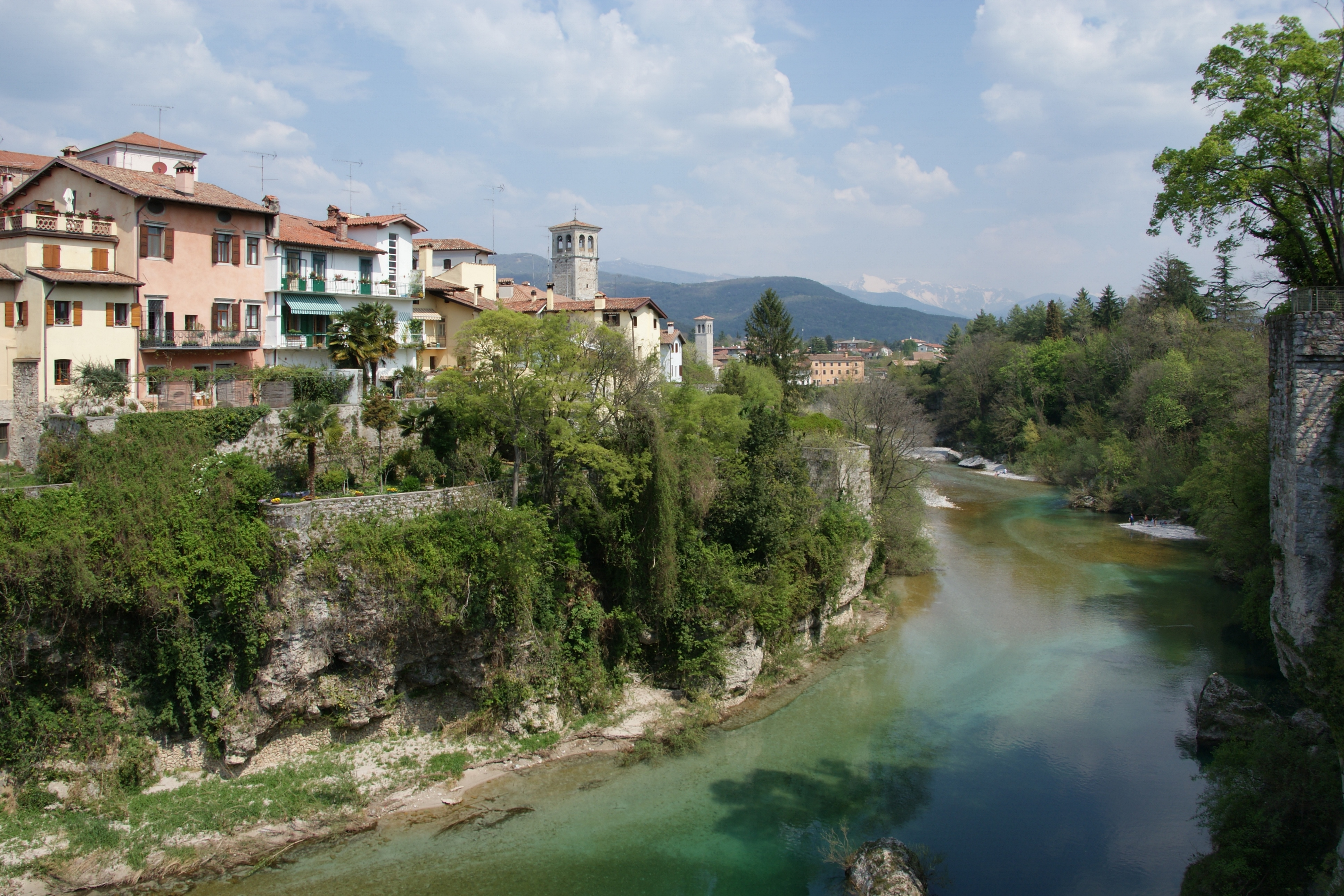
Le Natisone vu du Ponte del Diavolo à Cividale del Friuli.